# A Kylie Christmas
A Kylie Christmas è il quinto EP della cantante australiana Kylie Minogue, pubblicato nel novembre del 2010 dall'etichetta discografica Parlophone Records. Pochi giorni dopo l'uscita, il 1º dicembre 2010, è stata pubblicata una nuova versione dell'album intitolato A Christmas Gift contenente le tracce bonus Aphrodite e Can't Beat the Feeling.

## Tracce
1. Let It Snow – 1:57 (Sammy Cahn, Jule Styne)
2. Santa Baby – 3:22 (Joan Javits, Philip Springer, Tony Springer)

Durata totale: 5:19
A Christmas Gift
1. Aphrodite – 3:47 (Nerina Pallot, Andy Chatterley)
2. Can't Beat the Feeling – 4:10 (Hannah Robinson, Pascal Gabriel, Borge Fjordheim, Matt Prime, Richard X)
3. Santa Baby – 3:22 (Joan Javits, Philip Springer, Tony Springer)

Durata totale: 11:19

## Classifiche
| Classifica (2010) | Posizione massima |
| ----------------- | ----------------- |
| Regno Unito       | 188               |